# 魏可簡
魏可簡（1552年—？），字子雍，號臨宇，直隶永平府昌黎县人。明朝政治人物。

## 生平
萬曆七年（1579年）己卯科舉人，十七年（1589年）登己丑科進士，礼部觀政，十八年十月初授山东沂水县知县，二十三年擢户部主事，二十四年五月往蘇松监兑，二十五年調兵部主事，二十六年改吏部主事，本年丁憂，二十七年以約束从役不严，降一级調用。三十三年降補大理寺左評事，三十四年升礼部主事，三十五年（1607年）繇禮部仪制司主事升任祠祭司员外郎，晉本司郎中，三十六年升尚宝司少卿，三十七年与兵部主事曹珍主考山西己酉科鄉試。官至太常寺少卿。

## 家族
曾祖魏宽。祖父魏说，省祭官。父魏棟（1528年-1598年），號艮峰，封沂水县知县。母张氏，贈孺人。繼母馬氏。異母弟魏可興。娶朱氏，繼娶白氏。有子德懋、功懋。